# The Best of Voivod
The Best of Voivod è una compilation del gruppo musicale Voivod, pubblicato il 1992 dalla Noise Records. La raccolta comprende brani tratti dai primi sei album in studio del gruppo.

## Tracce
Lato 1
1. Voivod – 4:17
2. Ripping Headaches – 3:12
3. Korgull the Exterminator – 4:56
4. Tornado – 6:05
5. Ravenous Medicine – 4:23
6. Cockroaches – 3:49

Lato 2
1. Tribal Convictions – 4:54
2. Psychic Vacuum – 3:53
3. Astronomy Domine (cover dei Pink Floyd) – 5:30
4. The Unknown Knows – 5:00
5. Panorama – 3:14
6. The Prow – 3:48

## Formazione
- Snake - voce
- Away - batteria
- Piggy - chitarra
- Blacky - basso